# Baconnes
Baconnes ist eine französische Gemeinde mit 292 Einwohnern (Stand: 1. Januar 2022) im Département Marne in der Region Grand Est (vor 2016 Champagne-Ardenne). Die Gemeinde gehört zum Arrondissement Châlons-en-Champagne und zum Kanton Mourmelon-Vesle et Monts de Champagne. Die Einwohner werden Baconnais genannt.

## Geographie
Baconnes liegt etwa 29 Kilometer ostsüdöstlich vom Stadtzentrum von Reims. Umgeben wird Baconnes von den Nachbargemeinden Prosnes im Norden, Aubérive im Nordosten, Saint-Hilaire-le-Grand im Osten, Mourmelon-le-Grand im Süden, Mourmelon-le-Petit im Südwesten sowie Sept-Saulx im Westen.

## Bevölkerungsentwicklung
| Jahr                       | 1962 | 1968 | 1975 | 1982 | 1990 | 1999 | 2006 | 2018 |
| Einwohner                  | 154  | 160  | 123  | 136  | 147  | 170  | 278  | 269  |
| Quellen: Cassini und INSEE |      |      |      |      |      |      |      |      |

## Sehenswürdigkeiten

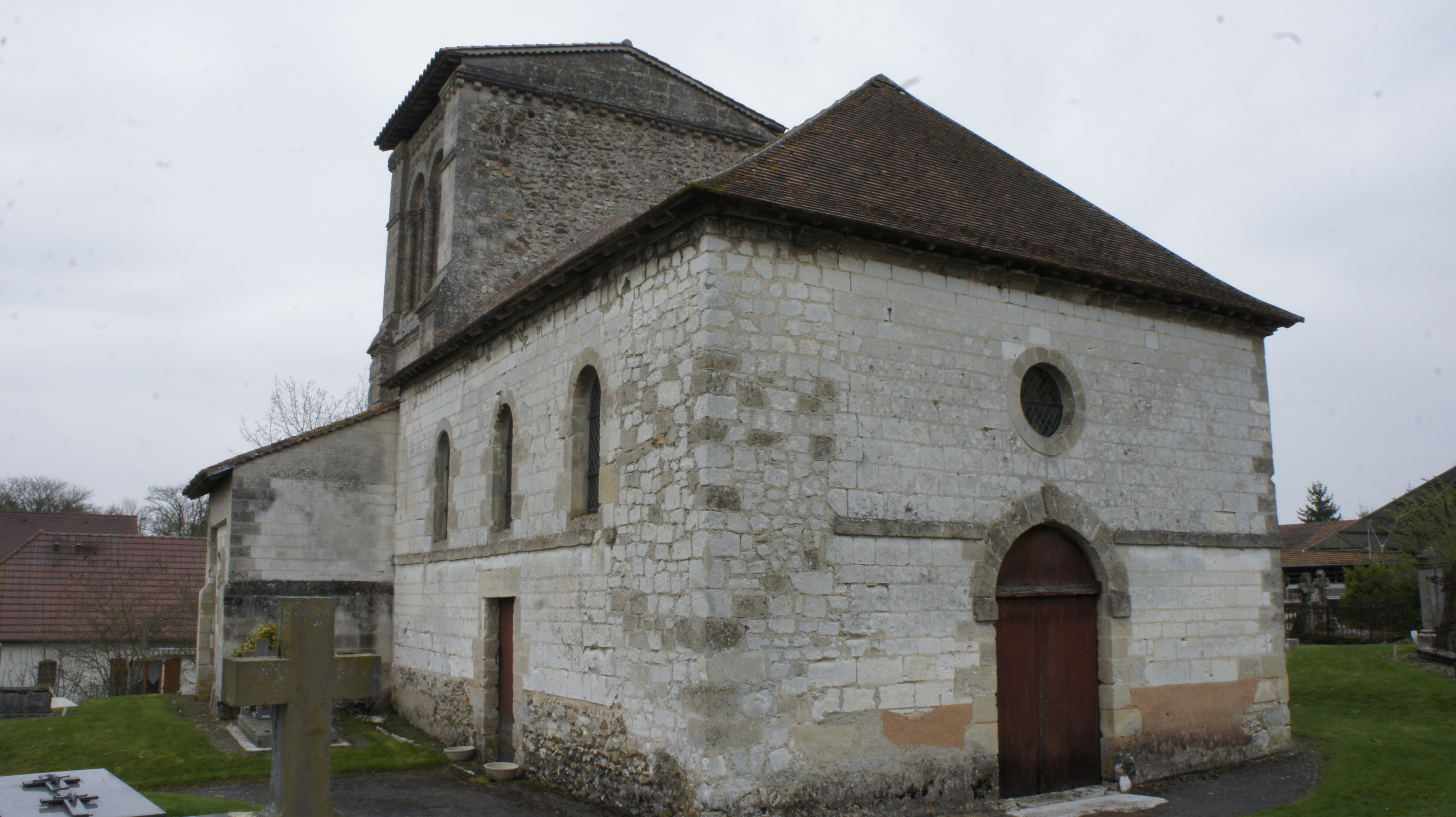
Kirche Saint-Memmie

- Kirche Saint-Memmie, Monument historique